# シェルビー・ウォーカー
シェルビー・ウォーカー（Shelby Walker、1975年2月27日 - 2006年9月24日）は、アメリカ合衆国の女性総合格闘家、プロボクサー。テキサス州キングスビル出身。身長168cm、体重57kg。
ホイス・グレイシーの下で柔術を学び、アメリカン・トップチームの紅一点として活躍。デニス・カーンの恋人としても知られた。

## 来歴
2001年に総合格闘家としてデビュー。
シュガー・レイ・レナードの友人であるレイ・マッコニーによりボクシングを習得。2002年にボクサーデビュー。長身から打ち下ろす強烈な右ストレートを武器にKOを量産。
2004年5月23日、六本木ヴェルファーレでライカが持つWIBA世界フェザー級に挑戦するが、2RTKO負け。
2006年9月24日、フロリダ州の自宅アパートで、鎮痛剤のオーバードースにより死亡。31歳だった。
「CFFC I」ではインタビュアーを務めた。

## 戦績

### 総合格闘技
| 総合格闘技 戦績 | 総合格闘技 戦績 | 総合格闘技 戦績 | 総合格闘技 戦績 | 総合格闘技 戦績 | 総合格闘技 戦績 | 総合格闘技 戦績 |
| --------------- | --------------- | --------------- | --------------- | --------------- | --------------- | --------------- |
| 5 試合          | (T)KO           | 一本            | 判定            | その他          | 引き分け        | 無効試合        |
| 2 勝            | 1               | 0               | 1               | 0               | 0               | 0               |
| 3 敗            | 0               | 3               | 0               | 0               | 0               | 0               |

| 勝敗 | 対戦相手               | 試合結果                   | 大会名                            | 開催年月日     |
| ×    | Adrienna Jenkins       | 1R チョークスリーパー      | HOOKnSHOOT: Evolution             | 2004年11月6日  |
| ○    | Beth Westover          | 5分2R終了 判定3-0          | Absolute Fighting Championships 4 | 2003年7月19日  |
| ○    | アンジェラ・ウィルソン | 1R 0:05 TKO（パンチ連打）  | USMMA 3: Ring of Fury             | 2003年5月3日   |
| ×    | タラ・ラローサ         | 1R 2:43 ギブアップ（打撃） | HOOKnSHOOT: Revolution            | 2002年4月13日  |
| ×    | ジュディ・ネフ         | 1R 0:40 腕ひしぎ十字固め   | HOOKnSHOOT: Kings 1               | 2001年11月17日 |

### プロボクシング
- 7勝(6KO) 6敗 1分